# Bell-egyenlőtlenség
A Bell-egyenlőtlenség vagy Bell-tétel több, egymással szorosan összefüggő fizikai eredmény gyűjtőneve, amelyek megállapítják, hogy a kvantummechanika nem egyeztethető össze lokális rejtett változós elméletekkel, amennyiben bizonyos alapvető feltételezéseket elfogadunk a mérés természetéről. Az első ilyen eredményt John Stewart Bell publikálta 1964-ben, amely jelentős figyelmet irányított a kvantum-összefonódás jelenségére.
A Bell-tétel kontextusában a lokalitás fogalma arra az elvre vezethető vissza, amely szerint egy részecske csak a közvetlen környezetével lehet kölcsönhatásban, és a kölcsönhatásokat leíró terek nem terjedhetnek gyorsabban a fénysebességnél. A rejtett változók pedig olyan állítólagos tulajdonságai a kvantumrészecskének, melyek nem részei a kvantumelméletnek, azonban a kísérleti eredményekre hatással vannak. Bell úgy következtetett, hogy „ha egy rejtett változós elmélet lokális, akkor nem összeegyeztethető a kvantummechanikával, és ha összeegyeztethető a kvantummechanikával, akkor nem lokális”.
Bell eredeti cikkében arra a következtetésre jutott, hogy ha méréseket végeznek egy összefonódott részecskepár két, egymástól távol lévő tagján, akkor a részecskéket leíró feltételezett rejtett változós elmélet matematikai korlátot szab a két részecske mérési eredményeinek korrelációi között egy egyenlőtlenség formájában. Bell ezután bizonyította, hogy a kvantumelmélet jósol olyan korrelációkat, melyek nem teljesítik ezt az egyenlőtlenséget. Bell cikkét követően a tétel több változatát dolgozták ki különböző kezdeti feltevések alapján, ezeket összefogóan Bell- vagy Bell-típusú egyenlőtlenségeknek hívjuk.
A Bell-tétel tesztelésére szánt első kísérletet 1972-ben végezte el John Clauser és Stuart Freedman. Azóta számos kifinomultabb kísérletet hajtottak végre, melyeket összefoglalóan Bell-tesztekként ismerünk. Ezen kísérleteknek gyakran az volt a célja, hogy javítsák a kísérlet felállításának potenciális problémáit, amelyek befolyásolhatták a korábbi Bell-tesztek eredményeinek érvényességét. A Bell-tesztek következetesen azt mutatták, hogy a vizsgált fizikai rendszerek megfelelnek a kvantummechanika törvényeinek és megsértik a Bell-egyenlőtlenséget, tehát a kísérletek megcáfolják, hogy bizonyos kvantumrendszerek mérési statisztikáit lokális rejtett változós elmélet magyarázná.

## Az egyenlőtlenség
A Bell-tételnek számos változata létezik, némelyik erősebb matematikai feltételezéseket alkalmaz, mint mások. Fontos megjegyezni, hogy a Bell-típusú tételek nem feltételezik egy konkrét lokális rejtett változós elmélet teljesülését, hanem azt mutatják meg, hogy a kvantumfizika sérti a klasszikus fizika mögött rejlő általános feltételezéseket. Az eredeti, Bell által 1964-ben bizonyított tétel nem a legalkalmasabb a kísérleti bizonyításra, ezért célszerű egy későbbi, tankönyvi példával szemléltetni a Bell-típusú egyenlőtlenségek műfaját.
Tételezzük fel, hogy Alice és Bob két, egymástól messze levő laborban vannak. Kollégájuk, Victor egy részecskepárt készít elő, melyek egyikét Alice, másikát Bob laborjába küldi. Mindkét kísérletező kétféle mérést hajthat végre a részecskéjén, melyek mérési eredménye vagy {\displaystyle +1} vagy {\displaystyle -1}. Alice méréseit jelöljük {\displaystyle A_{0}}-val és {\displaystyle A_{1}}-gyel, a hozzájuk tartozó eredményt pedig {\displaystyle a_{0}}-val és {\displaystyle a_{1}}-gyel; Bob esetén jelölje a méréseket {\displaystyle B_{0}} és {\displaystyle B_{1}}, az eredményeket pedig {\displaystyle b_{0}} és {\displaystyle b_{1}}. Mikor Alicehoz és Bobhoz eljutnak a részecskék, mindketten véletlenszerűen és egymástól függetlenül döntik el, hogy melyik mérést végzik el.
Tételezzük fel, hogy bármely mérés a részecskének egy olyan tulajdonságát méri, amely már előre eldöntött volt. Alice és Bob a következő mennyiséget szeretné kiszámolni:
{\displaystyle a_{0}b_{0}+a_{0}b_{1}+a_{1}b_{0}-a_{1}b_{1}=(a_{0}+a_{1})b_{0}+(a_{0}-a_{1})b_{1}.}
Mivel a mérési eredmények a {\displaystyle \pm 1} értéket vehetik fel, ezért két opció van: vagy {\displaystyle a_{0}=a_{1}} vagy {\displaystyle a_{0}=-a_{1}}. Az előbbi esetben a jobb oldali összeg első tagja {\displaystyle \pm 2}, az utóbbi esetben pedig az összeg második tagja {\displaystyle \pm 2}. Az összeg másik tagja mindkét esetben {\displaystyle 0}-val lesz egyenlő. A kísérletet többször megismételve kiszámítható a mérések várható értéke. Mivel az előbbi mennyiség abszolút értéke nem lehet több kettőnél, ezért a mérések várható értékére a következő egyenlőtlenség teljesül:
{\displaystyle |\langle A_{0}B_{0}\rangle +\langle A_{0}B_{1}\rangle +\langle A_{1}B_{0}\rangle -\langle A_{1}B_{1}\rangle |\leq 2.}
Ez egy Bell-egyenlőtlenség, pontosabban a CHSH-egyenlőtlenség. Az eredmény levezetése mögött két alapvető feltételezés van: egyrészt a mérni kívánt értékek a megfigyeléstől és méréstől függetlenül léteznek (ezt realizmusnak hívjuk), másrészt az egyik kísérletező által választott mérés nincs hatással a másik kísérletező kísérletének eredményére (ezt lokalitásnak hívjuk).

### Példa az egyenlőtlenség sértésére a kvantumfizikában
A kvantummechanika képes ellentmondani a CHSH-egyenlőtlenségnek: tételezzük fel, hoy Victor egy olyan kvantumbitpárt preparál, mely a következő Bell-állapotban van:
{\displaystyle |\psi \rangle ={\frac {|0\rangle \otimes |1\rangle -|1\rangle \otimes |0\rangle }{\sqrt {2}}},}
ahol {\displaystyle |0\rangle } és {\displaystyle |1\rangle } az egyik Pauli-mátrix sajátállapotai, mondjuk a {\displaystyle z}-tengely irányában:
{\displaystyle \sigma _{z}={\begin{pmatrix}1&0\\0&-1\end{pmatrix}}.}
Victor az egyik kvantumbitet Alice, a másikat Bob laborjába küldi. A kísérletezők lehetséges méréseit szintúgy a Pauli-mátrixok és azok lineáris kombinációi adják. Alice mérései legyenek a következők:
{\displaystyle A_{0}=\sigma _{z},\quad A_{1}=\sigma _{x}={\begin{pmatrix}0&1\\1&0\end{pmatrix}},}
Bob mérései pedig
{\displaystyle B_{0}=-{\frac {\sigma _{x}+\sigma _{z}}{\sqrt {2}}},\quad B_{1}={\frac {\sigma _{x}-\sigma _{z}}{\sqrt {2}}}.}
A mérések várható értékei a kísérlet többszöri végrehajtása után a Born-szabály segítségével kiszámíthatók:
{\displaystyle \langle A_{0}\otimes B_{0}\rangle ={\frac {1}{\sqrt {2}}},\quad \langle A_{0}\otimes B_{1}\rangle ={\frac {1}{\sqrt {2}}},\quad \langle A_{1}\otimes B_{0}\rangle ={\frac {1}{\sqrt {2}}},\quad \langle A_{1}\otimes B_{1}\rangle =-{\frac {1}{\sqrt {2}}}.}
A korábban vizsgált kombináció a következő:
{\displaystyle \langle A_{0}\otimes B_{0}\rangle +\langle A_{0}\otimes B_{1}\rangle +\langle A_{1}\otimes B_{0}\rangle -\langle A_{1}\otimes B_{1}\rangle =2{\sqrt {2}}.}
Ez az érték nagyobb, mint a lokális rejtett változók létezésének feltételezésével elért felső korlát. Ez a példa adja a legnagyobb értéket a vizsgált mennyiségre a kvantummechanika elméletét elfogadva, ezt a korlátot Tsirelson-korlátnak hívjuk.

### A CHSH-játék
A CHSH-egyenlőtlenség felfogató egy játékként, amelyben Alice és Bob megpróbálják a méréseiket koordinálni. Victor két bitet preparál véletlenszerűen és függetlenül, ezeket jelölje {\displaystyle x} és {\displaystyle y}. Alice az {\displaystyle x}-szel, Bob pedig az {\displaystyle y}-nal jelölt bitet kapja meg. A két játékos az {\displaystyle a} és {\displaystyle b} biteket küldik vissza, és akkor nyernek, ha a következő egyenlőség teljesül:
{\displaystyle xy=a+b\operatorname {mod} 2.}
Más megfogalmazásban, Alice és Bob akkor nyernek, ha {\displaystyle x} és {\displaystyle y} konjunkciója megegyezik {\displaystyle a} és {\displaystyle b} kizárólagos diszjunkciójával (logikai XOR). Alice és Bob a játék előtt megegyezhetnek egy stratégiában, de amint megkapták a biteket, már nem kommunikálhatnak. A legjobb lokális rejtett változós stratégia {\displaystyle 3/4} nyerési valószínűséget jelent a játékosoknak, viszont ha egy összefonódott kvantumbitpárt (amelynek korrelációit nem lehet lokális rejtett változós elmélettel leírni) birtokolnak, akkor a nyerési valószínűségük maximum
{\displaystyle {\frac {2+{\sqrt {2}}}{4}}\approx 0,85}
lehet.

## Bell eredeti eredménye
Bell 1964-es cikkében bevezet egy egyszerű lokális rejtett változós modellt, amely bizonyos korlátozott körülmények teljesülése mellett képes reprodukálni a kvantummechanika jóslatait, azonban általános feltételek mellett az ilyen modellek eltérő eredményeket jósolnak. Bell az Einstein–Podolsky–Rosen (EPR) gondolatkísérlet David Bohm által továbbfejlesztett változatát vizsgálta. Ebben két részecske spinjét egy szingulett-állapot írja le, amely az összefonódott állapotok egy példája. A részecskéket két külön irányba küldik, egymástól távol, ezután pedig mindkét részecskén egy Stern–Gerlach-féle mérést hajtanak végre. A mérőeszközt (detektort) különböző irányokba lehet orientálni, a mérési eredményeket pedig {\displaystyle +1} vagy {\displaystyle -1} írhatja le. A detektorok konfigurációját egy egységhosszúságú vektorral lehet leírni, az {\displaystyle {\vec {a}}} és {\displaystyle {\vec {b}}} vektorokra beállított eszközök mérési eredményeinek korrelációját a következőképp lehet leírni:
{\displaystyle E({\vec {a}},{\vec {b}})=-{\vec {a}}\cdot {\vec {b}}.}
Ha a két detektor orientációja megegyezik, (tehát {\displaystyle {\vec {a}}={\vec {b}}}) akkor az egyik detektor eredménye biztosan a másik eredmény {\displaystyle -1}-szerese. Ha a két detektor orientációja merőleges (tehát {\displaystyle {\vec {a}}\cdot {\vec {b}}=0}), akkor a mérési eredmények között nincs korreláció. Bell bizonyítja, hogy ezeket az eseteket meg tudja magyarázni egy lokális rejtett változós modell, de a lehetőségek összességét (ahol {\displaystyle {\vec {a}}} és {\displaystyle {\vec {b}}} más szöget zár be) nem képes leírni.
Bell feltételezése szerint egy rejtett változó {\displaystyle \lambda } úgy lehet képes megmagyarázni a lehetséges korrelációkat, ha a várható értékeket a következő integrál adja meg:
{\displaystyle E({\vec {a}},{\vec {b}})=\int d\lambda \rho (\lambda )A({\vec {a}},\lambda )B({\vec {b}},\lambda ),}
ahol {\displaystyle \rho (\lambda )} egy valószínűségi sűrűségfüggvény, az {\displaystyle A({\vec {a}},\lambda )} és {\displaystyle B({\vec {b}},\lambda )} függvények pedig a rejtett változó függvényében adják meg a detektorok mérési eredményeit, tehát az általuk felvett lehetséges értékek {\displaystyle \pm 1}. A lokalitás ott jelenik meg, hogy az {\displaystyle A} mérési eredmény nem függ a messze levő másik detektor {\displaystyle {\vec {b}}}-vel jelölt beállításaitól; ugyanúgy {\displaystyle B} nem függ {\displaystyle {\vec {a}}}-tól. Feltételezzük, hogy a második detektor beállításában a kísérletezőnek saját döntése érvényesül: a beállítást leírhatja {\displaystyle {\vec {b}}} vagy {\displaystyle {\vec {c}}}. Bell bizonyította, hogy a két beállítás által okozott korrelációk különbségének abszolút értéke a következő egyenlőtlenséget teljesíti:
{\displaystyle |E({\vec {a}},{\vec {b}})-E({\vec {a}},{\vec {c}})|\leq 1+E({\vec {b}},{\vec {c}}).}
A következő lehetőség megsérti ezt a Bell-egyenlőtlenséget: legyen {\displaystyle {\vec {a}}} és {\displaystyle {\vec {b}}} merőleges egymásra, és legyen {\displaystyle {\vec {c}}} egy olyan vektor, mely egy síkon van {\displaystyle {\vec {a}}}-val és {\displaystyle {\vec {b}}}-vel, miközben mindkettővel 45 fokos szöget zár be. Ebben az esetben
{\displaystyle E({\vec {a}},{\vec {b}})=0,\quad E({\vec {a}},{\vec {c}})=E({\vec {b}},{\vec {c}})=-{\frac {\sqrt {2}}{2}},}
az egyenlőtlenségbe ezeket az értékeket helyettesítve látható, hogy az egyenlőtlenség nem teljesül. Tehát ha {\displaystyle {\vec {a}}}, {\displaystyle {\vec {b}}} és {\displaystyle {\vec {c}}} ezen kiválasztása esetén egy lokális rejtett változós elmélet nem képes reprodukálni a kvantummechanika jóslatait. Ezt az feltevést kísérletileg is igazolták, az eredmények a kvantummechanika jóslatainak felelnek meg, nem pedig a lokális rejtett változós modellekeinek.
Bell 1964-es tétele tökéletes antikorrelációt feltételez, tehát azt, hogy a második detektor eredménye teljes bizonyossággal ismert az első detektor eredményének ismeretében. A tétel az EPR-kritériumra épít, amely szerint „ha egy rendszer megzavarása nélkül teljes bizonyossággal meg tudjuk jósolni egy fizikai mennyiség értékét, akkor létezik egy, ezzel a mennyiséggel megfeleltethető valóságelem”. Bell megállapította, hogy {\displaystyle {\vec {a}}={\vec {b}}} teljesülése esetén az EPR-kritériumból arra lehet következtetni, hogy a mérési eredmény előre eldöntött, viszont ami eldönti az eredményt, azt nem szerepel a kvantummechanika formalizmusában, ezért a kvantummechanika az EPR-gondolatkísérlet szerint nem teljes elmélet. Viszont a Bell-egyenlőtlenség megsértése bizonyítja, hogy a kvantummechanika nem kompatibilis lokális rejtett változós elméletekkel, tehát nincs olyan paraméter, mely ismeretében előre eldöntöttek lennének a kísérleti eredmények. Mivel a gyakorlatban nem lehetséges tökéletesen korrelált vagy antikorrelált részecskepárokat létrehozni, ezért a Bell-tétel kísérleti igazolásai során olyan verziókat tesztelnek, amelyeknél ez a feltételezést enyhítik.

## Fordítás
Ez a szócikk részben vagy egészben  a   Bell's theorem című angol Wikipédia-szócikk fordításán alapul.  Az eredeti cikk szerkesztőit annak laptörténete sorolja fel. Ez a jelzés csupán a megfogalmazás eredetét és a szerzői jogokat jelzi, nem szolgál a cikkben szereplő információk forrásmegjelöléseként.